# Айзенберг, Людвиг Юлиус
Людвиг Юлиус Антон Айзенберг (нем. Ludwig Julius Anton Eisenberg; 5 марта 1858, Берлин, Королевство Пруссия — 25 января 1910, Вена, Австро-Венгрия) — австро-немецкий писатель

, редактор, энциклопедист.
Издавал биографические энциклопедии о венских художниках и немецкоязычных актерах. Редактировал обширный справочник лексикона «Das geistige Wien» (1889), автор биографий «Johann Strauss» (1894) и «Ad. Sonnenthal» (1895) и рассказов «Von der Strecke» (1891).